# Sismo no Haiti em 2021
O terremoto no Haiti em 2021 foi um sismo ocorrido as 8h29h09 EDT em 14 de agosto de 2021, o sismo chegou a magnitude de 7,2 e atingiu o Haiti e outras ilhas caribenhas. O sismo atingiu uma 10 km (6.2 mi) hipocentro profundo perto de Petit-Trou-de-Nippes, aproximadamente 150 km (93 mi) a oeste da capital, Porto Príncipe. O forte terremoto gerou alertas de tsunami na costa haitiana, que foram suspensos logo depois. O número de vítimas é atualmente estimado em 2 189 pessoas, mas o US Geological Survey estimou inicialmente "muitas vítimas" e desastres generalizados.

## Configuração tectônica
O sismo ocorreu como resultado de um movimento reverso oblíquo ao longo da zona de falha do Jardim Enriquillo-Plantain, 125 km a oeste da capital haitiana, Porto Príncipe. O terremoto ocorreu em profundidades rasas em uma falha reversa atingindo oeste e mergulhando para o norte com um componente de deslizamento lateral esquerdo, ou uma falha atingindo sudeste e mergulhando para sudoeste com um componente de deslizamento lateral direito. No local do terremoto, o limite da placa local é dominado pelo movimento de deslizamento e compressão lateral esquerdo. O limite da placa neste local acomoda o movimento lateral esquerdo e leste da placa do Caribe em relação à placa da América do Norte. Como tal, o terremoto provavelmente ocorreu no plano de falha de mergulho leste-oeste, com um componente de deslizamento lateral esquerdo.
A localização e as soluções do mecanismo focal do terremoto são consistentes com o evento resultante da falha reversa principalmente com um componente de falha por deslizamento de ataque lateral esquerdo na zona de falha Enriquillo-Plantain Garden (EPGFZ). No geral, o EPGFZ acomoda cerca de 7 mm / ano de movimento, quase metade da convergência oblíqua total entre as placas do Caribe e da América do Norte (~ 20 mm / ano). O Haiti ocupa a parte ocidental da ilha de Hispaniola, uma das Grandes Antilhas, situada entre Porto Rico e Cuba . No local do terremoto, o movimento entre as placas do Caribe e da América do Norte é dividido entre dois grandes sistemas de falha por deslizamento de tendência leste-oeste - o sistema de falha setentrional no norte do Haiti e o EPGFZ no sul do Haiti.

## Tremor de terra
A intensidade do terremoto atingiu o MMI VI em Porto Príncipe, capital do Haiti. O terremoto também foi fortemente sentido na Jamaica, onde a intensidade atingiu o MMI IV em Kingston.

### Tremores secundários
Vários tremores secundários foram registrados a partir deste, sendo o mais forte, de 5.9 na Escala Richter. 

## Impacto

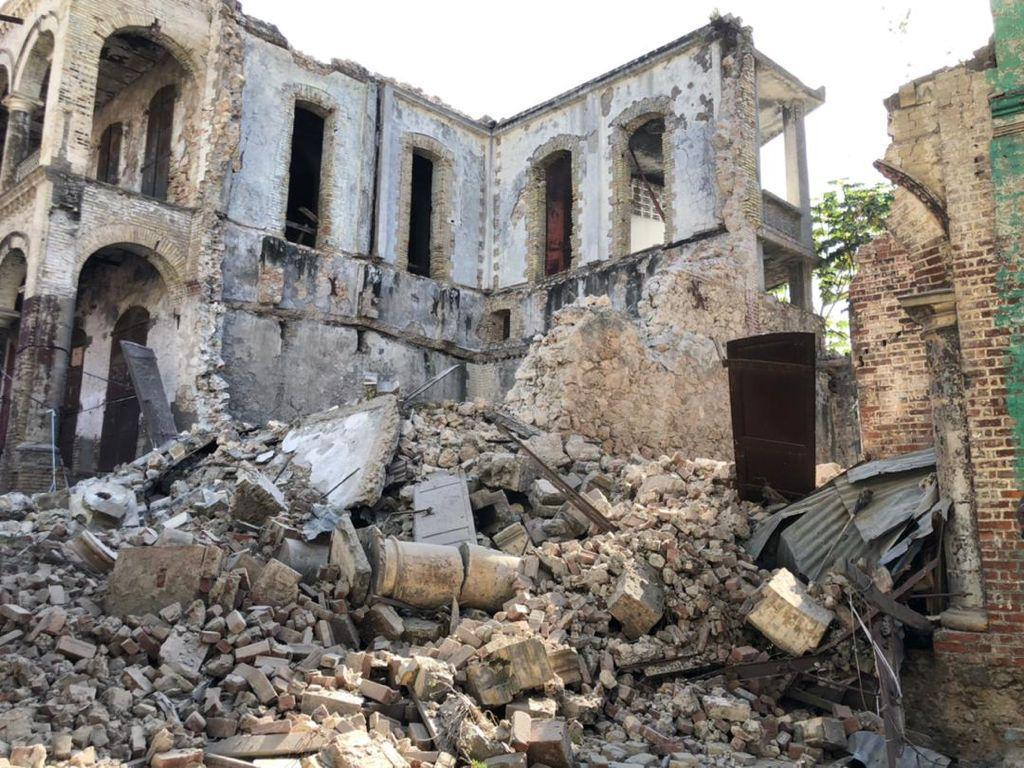
⠀⠀⠀⠀⠀⠀

O primeiro-ministro haitiano, Ariel Henry, disse que o terremoto causou mortes e "enormes danos" em várias partes do país, e declarou estado de emergência. O número preliminar de baixas indicou que pelo menos 29 pessoas morreram como resultado do terremoto. O Hôtel Le Manguier em Les Cayes desabou no terremoto, matando o ex-senador e ex-prefeito de Les Cayes, Gabriel Fortuné, e várias vítimas ainda estão presas nos escombros do hotel.